# Takayoshi Toda
Takayoshi Toda (戸田 賢良 Toda Takayoshi?), född 8 december 1979 i Miyazaki prefektur, är en japansk före detta fotbollsspelare.
Toda började sin karriär 2002 i Shonan Bellmare. 2007 flyttade han till Gainare Tottori. Han avslutade karriären 2008.